# Clúsium

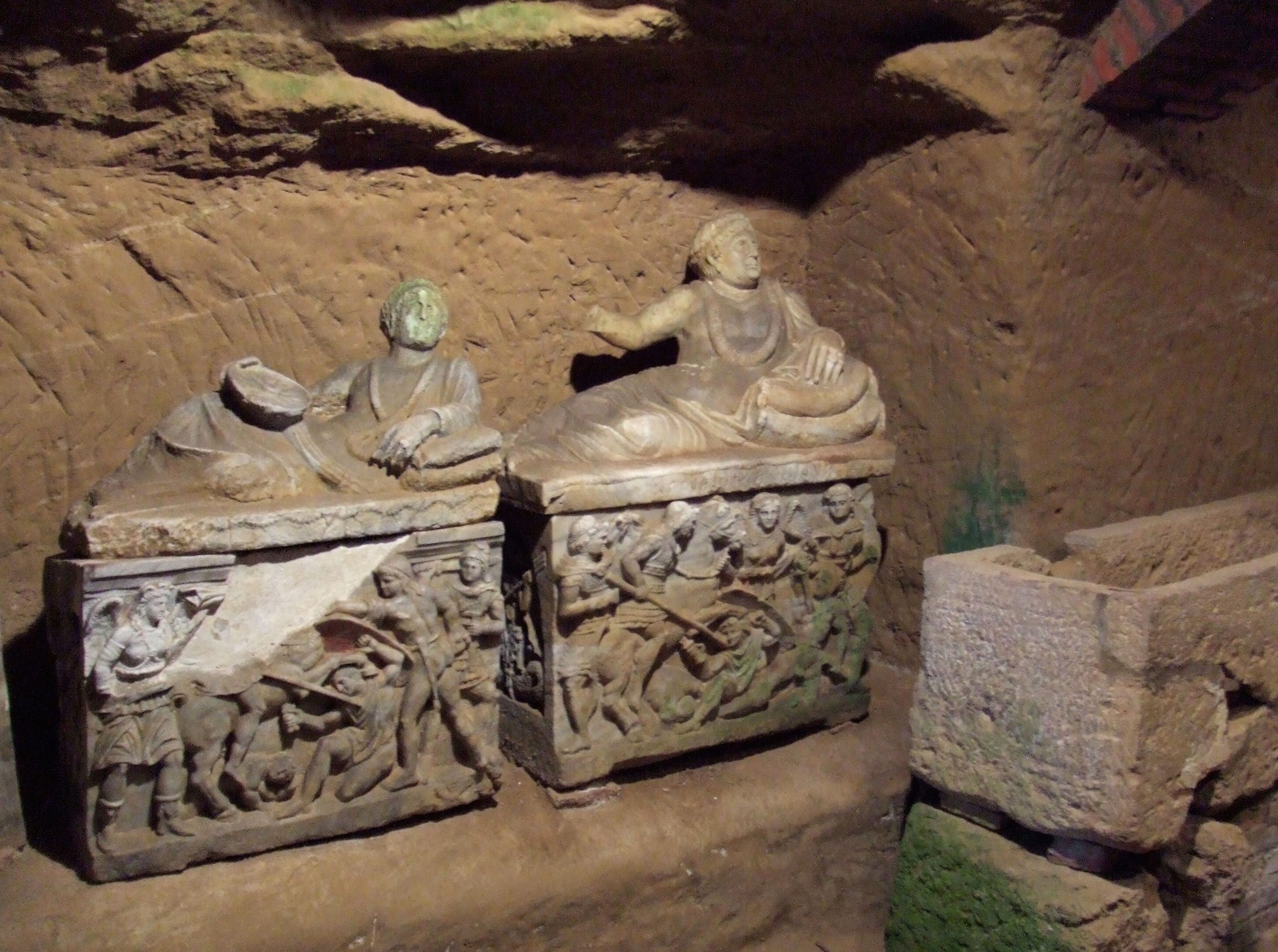
Sarcòfags de la Tomba de la peregrina

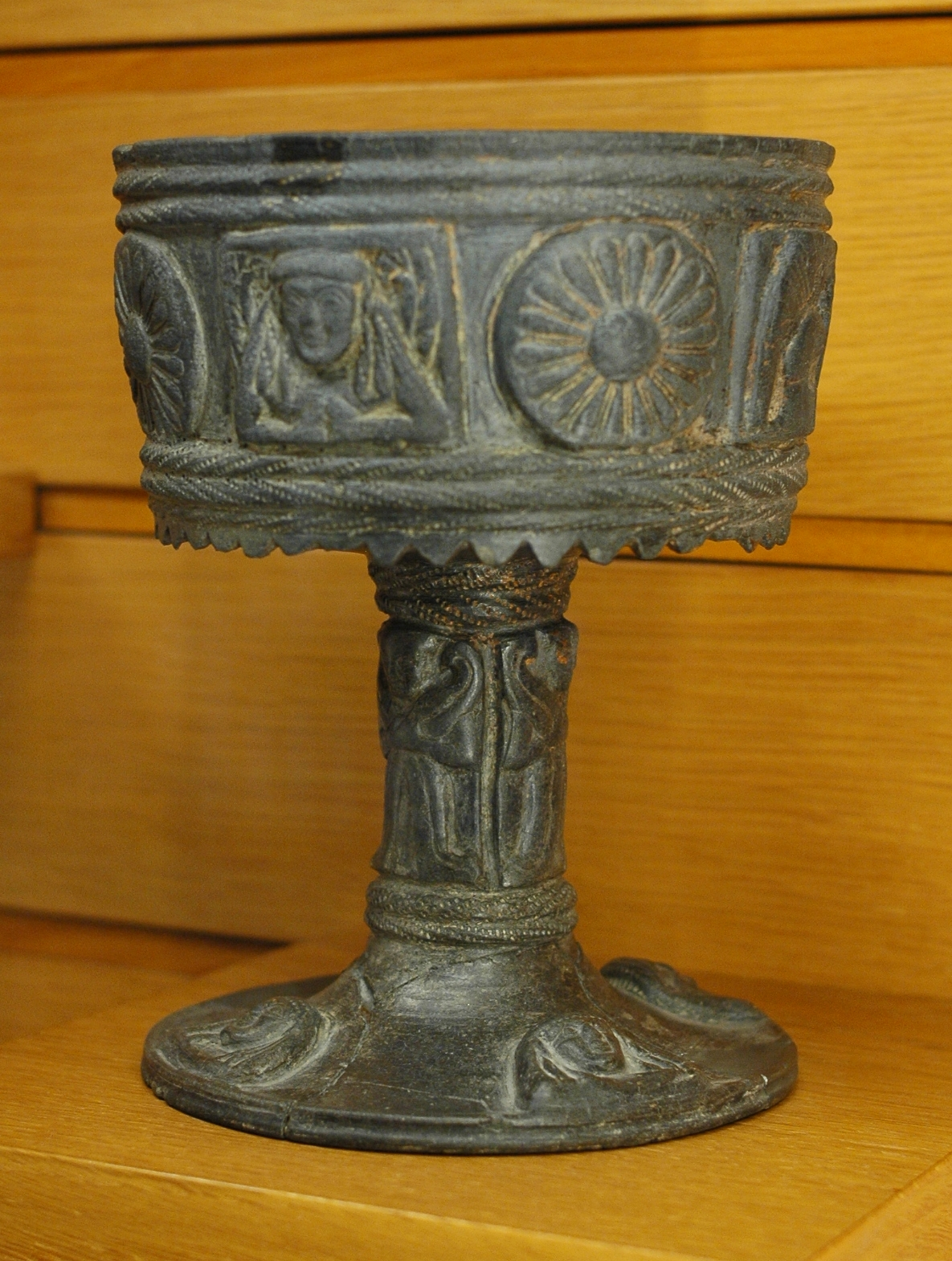
Calze alt en ceràmica de bucchero etrusca amb decoració en relleu de principis del segle VI ae

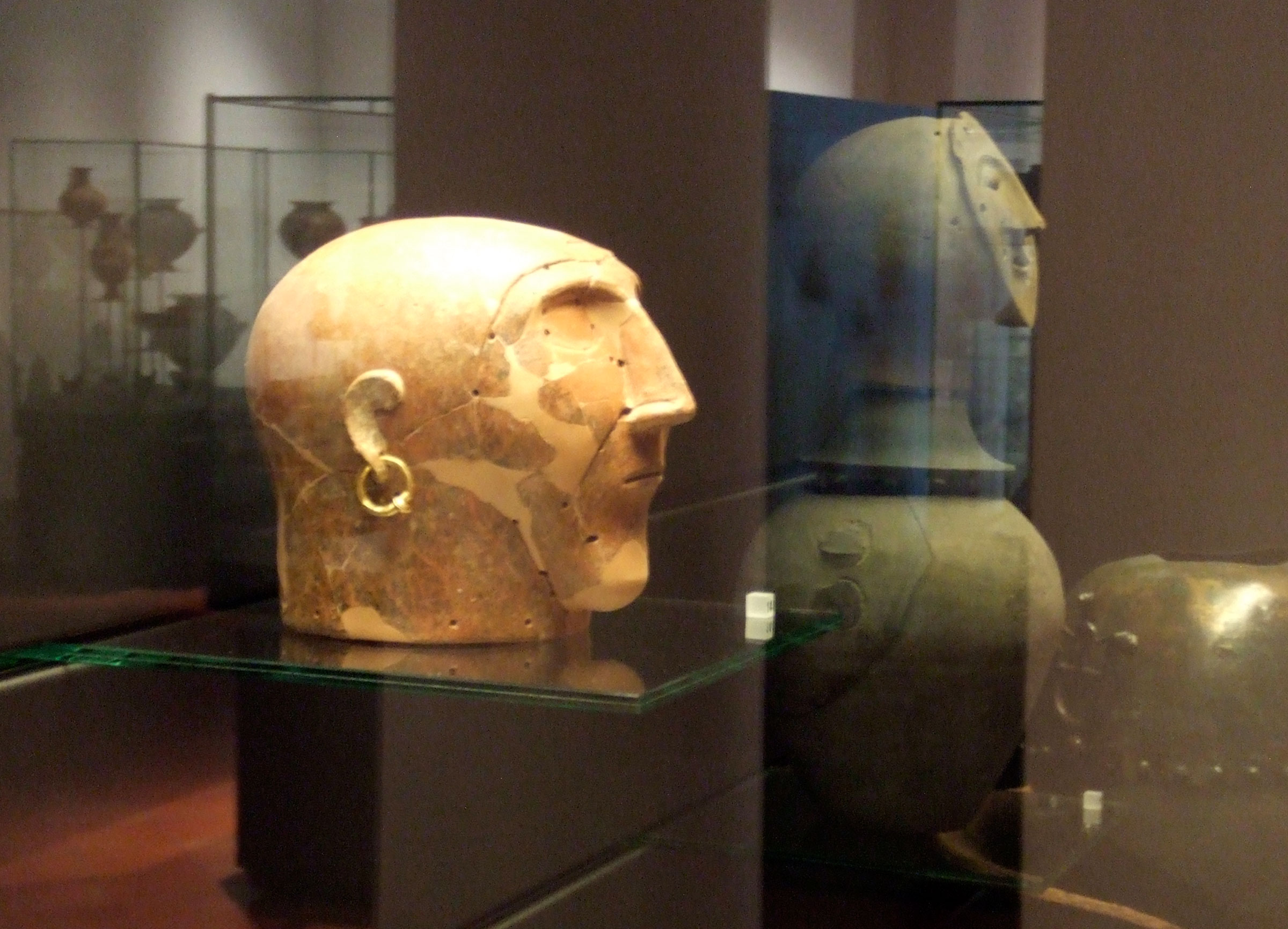
Caps de vasos canopis antropomorfs

Clúsium en llatí (en grec: Κλύσιον, Klýsion, o Κλούσιον, Kloúsion; en umbre: Camars i en etrusc Clevsin, fou una antiga ciutat d'Itàlia que passà per diferents assentaments, i hui, l'actual ciutat de Chiusi (Toscana) se superposa a les ciutats històriques.
La ciutat emmurallada romana de Clúsium remodelà una ciutat etrusca anterior, Clevsin, que es trobava al territori d'una cultura prehistòrica, segurament també etrusca o protoetrusca.
Clúsium era en un pujol, al vessant occidental dels Apenins, a la vall del riu Chiani, a prop del llac de Clúsium, amb els mateixos noms en l'antiguitat. El Chiani és part del sistema de drenatge del Tíber i era navegable des d'allí. També s'accedia a Roma per la via Càssia, que es va construir damunt una via etrusca anterior.

## Història
Quan apareix en la Història de Titus Livi, ja és una ciutat etrusca important a la qual se li sol·licita ajut contra els partidaris republicans de l'Antiga Roma. Sobre la seua història abans d'aquesta època, Livi només fa un breu esclariment: que antigament es deia Camars.
Hi ha diferents teories sobre l'origen de la ciutat. S'ha trobat ceràmica de Villanova a Chiusi: un tipus comú n'és una urna cinerària que data del segle viii abans de la nostra era. Aquestes urnes tenen forma de barraques de tova i fang amb sostre de palla, segurament imitant les cases dels difunts. Aquest estil d'arquitectura és tan diferent de l'etrusc clàssic que molts estudiosos n'han negat la continuïtat. És clar també que la població de l'àrea va rebre un fort estímul de les colònies gregues del sud, com en el cas de Cumes i per la immigració grega.
La teoria minoritària és actualment la protoitàlica. En aquesta teoria, els etruscs de la costa o de la mar Egea es van reubicar i canviaren el nom d'una ciutat d'Umbria anomenada Camars, que sembla que significa 'mareny'. En emmurallar la ciutat van canviar-ne el nom a 'recinte', utilitzant una forma etruscanitzada, Clevsin, del participi passiu perfecte clusus, del llatí cludere, 'tancar'.
Clevsin i Camars sonen millor, en el seu mig etrusc, emprant paraules etrusques. El reduït vocabulari etrusc conegut fins ara conté camthi, el nom d'una magistratura, que podria estar segmentat com a cam-thi, en què –thi és una terminació locativa coneguda. Ar, -arasi, -aras són terminacions plurals. Una cleva és una ofrena. S i -isi són terminacions genitives i datives. Un lloc de magistratures o ofrenes està totalment d'acord amb la cultura etrusca i els usos d'una ciutat, capital d'una zona.
Es pensa que Clúsium s'uní a la Lliga Etrusca de dotze ciutats (Dodecàpolis etrusca) l'any 600 abans de la nostra era. El lloc de l'antiga Clúsium fou ocupat novament en temps romans i posteriors, i s'enfosquí i esborrà gran part de les capes etrusques. A tall d'exemple, les fonts antigues descriuen la tomba de Lars Porsenna de Clúsium, així com el saqueig i la demolició de la ciutat per part de Sul·la. Gran part del que en resta són les tombes i els passadissos subterranis, alguns dels quals podrien haver estat associats amb el monument a Porsenna.
Lars Porsenna fou rei de Clúsium en el 508 ae. Luci Tarquini el Superb, antic rei de Roma, havia estat expulsat, juntament amb la seua família, de Roma, en el 509 ae. Havia tractat de recuperar el tron, primer amb la conspiració tarquiniana i després per la força de les armes. Tots dos intents fracassaren perquè se'n va descobrir la conspiració i l'exèrcit de Tarquini havia estat derrotat en la batalla de la selva Àrsia.
Tarquini va convèncer Lars Porsenna perquè dirigís el seu exèrcit contra Roma. En el transcurs de la guerra entre Clúsium i Roma, Porsenna arribà a assetjar Roma. El setge i la guerra, però, van acabar amb un tractat de pau, pel qual Porsenna va rebre ostatges de Roma i va aconseguir les terres de Veïs que abans havia ocupat Roma. En el 507 ae es van retornar els ostatges i les terres a Roma, i es consolidà la pau entre Roma i Porsenna, però Tarquini no va aconseguir ser restaurat en el tron romà i la República romana continuà el seu camí.
Al 508 ae, després del setge de Roma, Porsenna va dividir les seues forces i envià part del seu exèrcit, al comandament del seu fill Arrunt, a assetjar la ciutat llatina d'Arícia. Tot i assetjada, Arícia va resistir i demanà ajut a la Lliga Llatina i de Cumes. Amb aquestes forces, l'exèrcit d'Arrunt fou derrotat.
Plini el Vell va enregistrar que s'havia construït una magnífica tomba per a Porsenna, un gran mausoleu envoltat de cascades de piràmides sobre un laberint de cambres subterrànies en què un intrús podia perdre's. Plini mai no va veure aquesta tomba, i la descripció se'n basava en un informe de Marc Terenci Varró i potser una combinació comparativa amb els laberints minoics que descrigué abans d'aquesta tomba. En l'antiga Chiusi es van construir grans túmuls del període arcaic tardà, i alguns investigadors han tractat d'associar-los (en concret el Túmul de Poggio Gaiella) amb la llegendària tomba de Porsenna.
El 2004, el professor de Restauració Urbana, Giuseppe Centaure, va suggerir que la ubicació tradicional de Clúsium a Chiusi era incorrecta i que devia ser a prop de Florència. El 2008, estava tractant de recaptar diners i obtenir permís per a poder excavar.
A la primeria del segle iv ae (391 ae segons la cronologia varroniana) fou assetjada pels gals, i els habitants de Clúsium van demanar que Roma en fes de mitjancera. En les següents negociacions, però, un dels delegats romans, de la gens Fàbia, va matar un dirigent gal. Quan els romans es van negar a lliurar els Fabii i, a més a més, designaren dos membres d'aquesta família com a cònsols per a l'any següent, els enfurits gals trencaren el cèrcol i, amb Brennus de cap, van atacar Roma, i arribaren a prendre i saquejar tota la ciutat en la batalla d'Àl·lia, tret del Capitoli.

## Personalitats relacionades
- Lars Porsenna, rei de Clúsium, suport dels Tarquinis.
- Arrunt, fill de l'anterior, mort el 506 ae durant el setge d'Aricia en una batalla contra Aristodem de Cumes.
- Arrunt de Clúsium (c. 390 ae), habitant de Clúsium, que segons alguns relats va ajudar que els gals entrassen a la península Itàlica, i a l'atac a Clúsium.

## Vestigis
A la necròpolis del llac de Chiusi hi ha tombes, algunes accessibles, com ara la Tomba de la Pelegrina, la del Lleó o la del Mico (Tomba della Scimmia), decorades amb frescs.

## Cultura
L'important museu etrusc (Museu Arqueològic de Chiusi) a la ciutat mostra col·leccions de sarcòfags en pedra fètida (pietra fetida), urnes cineràries, buccheri, cips funeraris, vasos canopis, màscares, gerros de ceràmica àtica de figures negres i més objectes de la necròpolis de la zona.